# David Reich
David Emil Reich (nacido el 14 de julio de 1974) es un genetista estadounidense conocido por su investigación sobre la genética de poblaciones de humanos antiguos, incluidas sus migraciones y la mezcla de poblaciones, descubierta mediante el análisis de patrones de mutaciones en todo el genoma. Es profesor en el departamento de genética de la Escuela de Medicina de Harvard y asociado del Instituto Broad. Reich Recibió la Medalla Darwin-Wallace en 2019.